# Fabien Lavergne
Pas d'image ? Cliquez ici
Fabien Lavergne, né le 25 octobre 1985 à Libourne en France, est un pilote automobile français.

## Carrière

### Les débuts
Fabien Lavergne commence par le karting en 1996 à l'ASK Nontron. Il devient sept fois champion d'Aquitaine et participe au championnat de France durant ses 15 années de pratique.
En 2013, il fait l'acquisition d'une Legend Car et s'engage dans le championnat de France du même nom. Pendant deux ans, il  remporte 11 victoires et obtient 18 podiums dans ce championnat.
En 2015, il fait l'acquisition d'une Formule Renault 2000 de 2007 et s'engage dans le championnat de France des circuits catégorie Monoplace. Il remporte 6 victoires sur deux ans, terminant à chaque fois avec le statut de vice-champion à la fin de la saison.

### Champion de France Mitjet 2L (2017)
Il participe en 2017 au championnat de France monotype Mitjet 2L avec le team MV2S Racing. Pour sa première saison dans la discipline, il remporte le championnat.[réf. nécessaire]

### Débuts en endurance (2018)
C'est en 2018 que Fabien Lavergne fait ses premiers pas en endurance par le biais du championnat VdeV avec l'équipe CD Sport sur une Norma M30-Nissan. Pour sa première et unique course sur le circuit de Dijon-Prenois, il réalise le meilleur tour en course. Quelques semaines plus tard, il débute en Michelin Le Mans Cup sur le Red Bull Ring toujours sur une Norma M30-Nissan de l'équipe CD Sport. Il réalise de nouveau la pôle et réitère cette performance lors de la finale du championnat à Portimão.
Fabien Lavergne a également eu l'opportunité de courir dans le championnat European Le Mans Series dans la catégorie LMP3 pour l'écurie luxembourgeoise DKR Engineering pour les 4 Heures du Red Bull Ring aux mains d'une Norma M30. La voiture se qualifie à la 5e place de catégorie, et à la 14e place au classement général, à plus de six tours de la voiture victorieuse.

### Double programme ELMS-MLMC (2019)
Après des tests comparatifs avec d'autres pilotes, il est choisi par l'écurie Luzich Racing pour être le pilote bronze sur la Ferrari 488 GT3 de la Michelin Le Mans Cup avec pour coéquipier Mikkel Mac et sur la Ferrari 488 GTE de l'European Le Mans Series (ELMS) aux côtés d'Alessandro Pier Guidi et Niklas Nielsen,,. Cette saison se solde pour Fabien Lavergne et ses coéquipiers par quatre victoires en six courses et le titre de champion ELMS dans la catégorie LMGTE synonyme d'invitation pour les 24 Heures du Mans 2020.
Après un début de championnat Michelin Le Mans Cup ponctué par une victoire à Monza et deux victoires à Road to Le Mans en préambule des 24 Heures, Fabien Lavergne se fait percuter au premier tour des deux dernières courses du championnat et l'équipage doit se contenter de la deuxième place au championnat.[réf. nécessaire]

## Palmarès

### European Le Mans Series
| Année | Écurie          | Châssis             | Moteur                        | Classe | 1     | 2     | 3      | 4     | 5     | 6     | Position | Points |
| ----- | --------------- | ------------------- | ----------------------------- | ------ | ----- | ----- | ------ | ----- | ----- | ----- | -------- | ------ |
| 2018  | DKR Engineering | Norma M30           | Nissan VK50VE 5.0 L V8 Atmo   | LMP3   | LEC   | MON   | RBR 14 | SIL   | SPA   | POR   | 37e      | 0.5    |
| 2019  | Luzich Racing   | Ferrari 488 GTE Evo | Ferrari F154CB 3.9 L V8 Turbo | LMGTE  | LEC 1 | MON 3 | BAR 1  | SIL 4 | SPA 1 | POR 1 | 1re      | 127    |

N.B. Les courses en gras indiquent une pole position, les courses en italique indiquent le meilleur tour de course.

### Michelin Le Mans Cup
| Année | Écurie        | Châssis         | Moteur                        | Classe | 1     | 2     | 3 \| 4     | 5     | 6     | 7     | Position | Points |
| ----- | ------------- | --------------- | ----------------------------- | ------ | ----- | ----- | ---------- | ----- | ----- | ----- | -------- | ------ |
| 2018  | CD Sport      | Norma M30       | Nissan VK50VE 5.0 L V8        | LMP3   |       |       |            | RED 5 |       | POR 5 | 6e       | 34     |
| 2019  | Luzich Racing | Ferrari 488 GT3 | Ferrari F154CB 3.9 L V8 Turbo | GT3    | LEC 3 | MON 1 | LMS 1 \| 1 | BAR 3 | SPA 6 | POR 4 | 2e       | 109    |

N.B. Les courses en gras indiquent une pole position, les courses en italique indiquent le meilleur tour de course.